# U-Bahnhof Rothenburger Straße
Der U-Bahnhof Rothenburger Straße (Abkürzung: RO) wurde als 23. U-Bahnhof der Nürnberger U-Bahn am 28. Januar 1984 eröffnet. Er ist 762 m vom U-Bahnhof St. Leonhard bzw. 929 m vom U-Bahnhof Sündersbühl und 970 m vom U-Bahnhof Plärrer entfernt. Seit 14. Juni 2008 ist er Trennungsbahnhof für die Linien U2/U3. Die Rothenburger Straße ist nach der Mittelfränkischen Stadt Rothenburg ob der Tauber benannt. Täglich wird er von rund 13.400 Fahrgästen genutzt (Mo–Fr, 2019).

## Lage und Infrastruktur

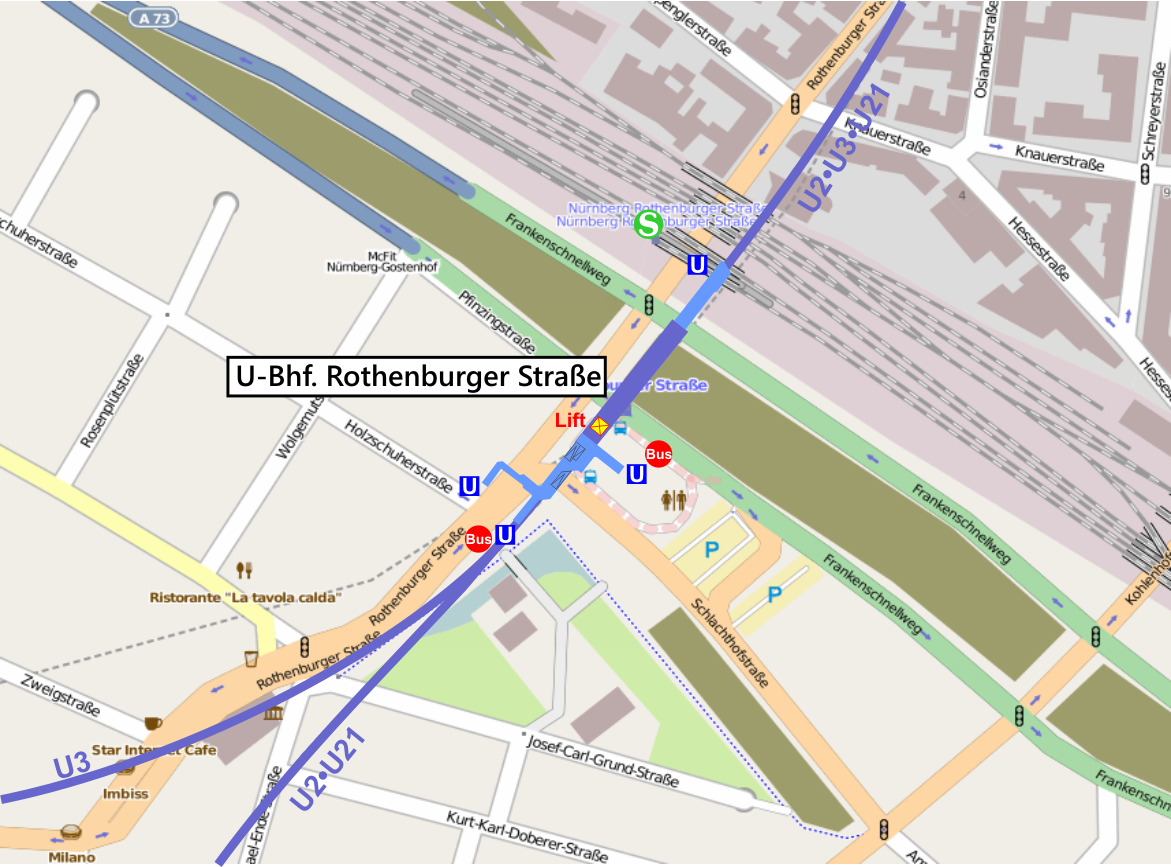
Lageplan U-Bhf. Rothenburger Straße

Der Bahnhof liegt im Nürnberger Stadtteil Gostenhof und erstreckt sich unterirdisch in Nord-Süd-Ausrichtung neben der Rothenburger Straße zwischen der Bahnstrecke Nürnberg–Bamberg und der Schlachthofstraße. Vom Südkopf des Bahnsteigs führt ein Aufgang in ein Verteilergeschoss und von dort aus zum Busbahnhof sowie auf die West- und Ostseite der Rothenburger Straße. Der Nordaufgang führt direkt an die Oberfläche und weiter zur S-Bahn-Station Nürnberg - Rothenburger Straße, an der die Linie 1 der S-Bahn Nürnberg verkehrt. Ein Aufzug verbindet den südlichen Bahnhofsteil mit dem Busbahnhof. An den Bahnhof schließt sich Richtung Röthenbach der Abzweig der U3-Süd Richtung Gustav-Adolf-Straße sowie ein doppelter Gleiswechsel an.

## Bauwerk und Architektur
Das Bahnhofsbauwerk ist 190 m lang, 20 m breit und 15 m tief (zweifache Tiefenlage). Die Bauarbeiten für den Bahnhof begannen am 26. Januar 1979 und wurden in Neuer Österreichischer Tunnelbauweise ausgeführt. Die Bauwerkstiefe ist durch den bereits damals vorgesehenen kreuzungsfreien Ausbau des Frankenschnellwegs sowie die Unterfahrung zweier Kanal-Hauptsammler bedingt.
Von der Architektur ist der Bahnhof im Stil einer Grotte gehalten. Die Bahnsteigwände bestehen aus gespitztem Beton.

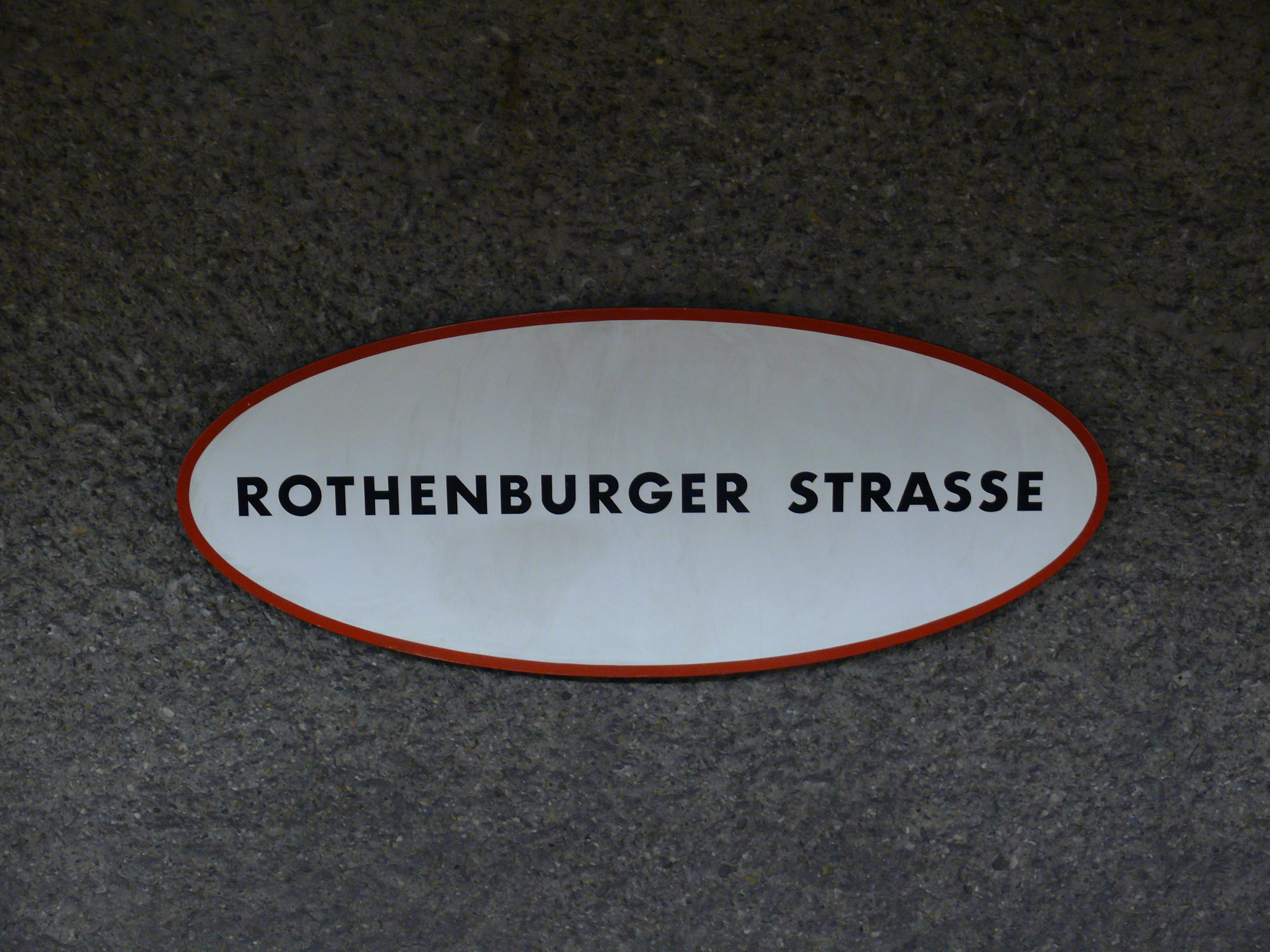
Stationsname an den Bahnsteigwänden
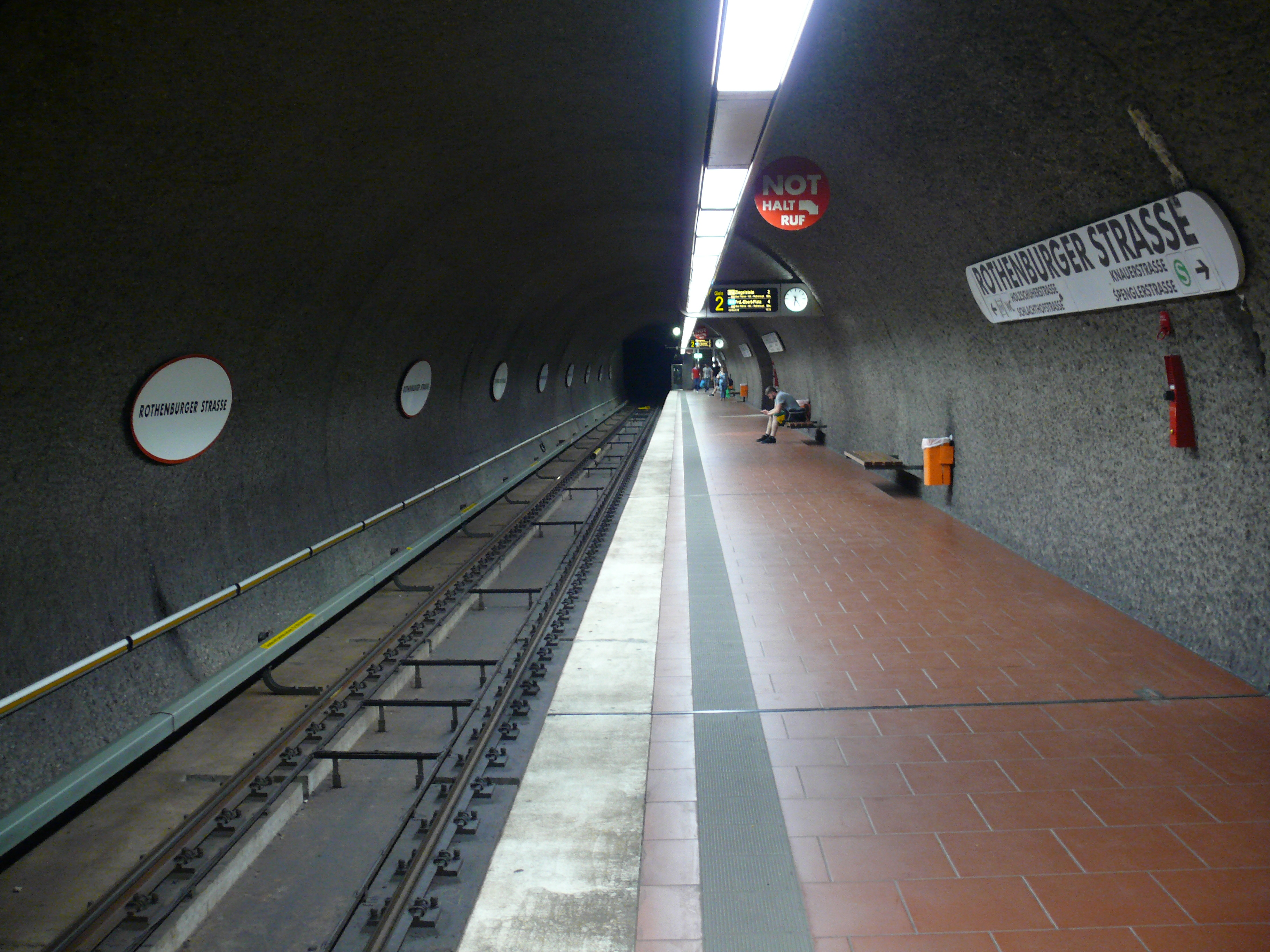
Bahnsteigebene (Gleis 2)
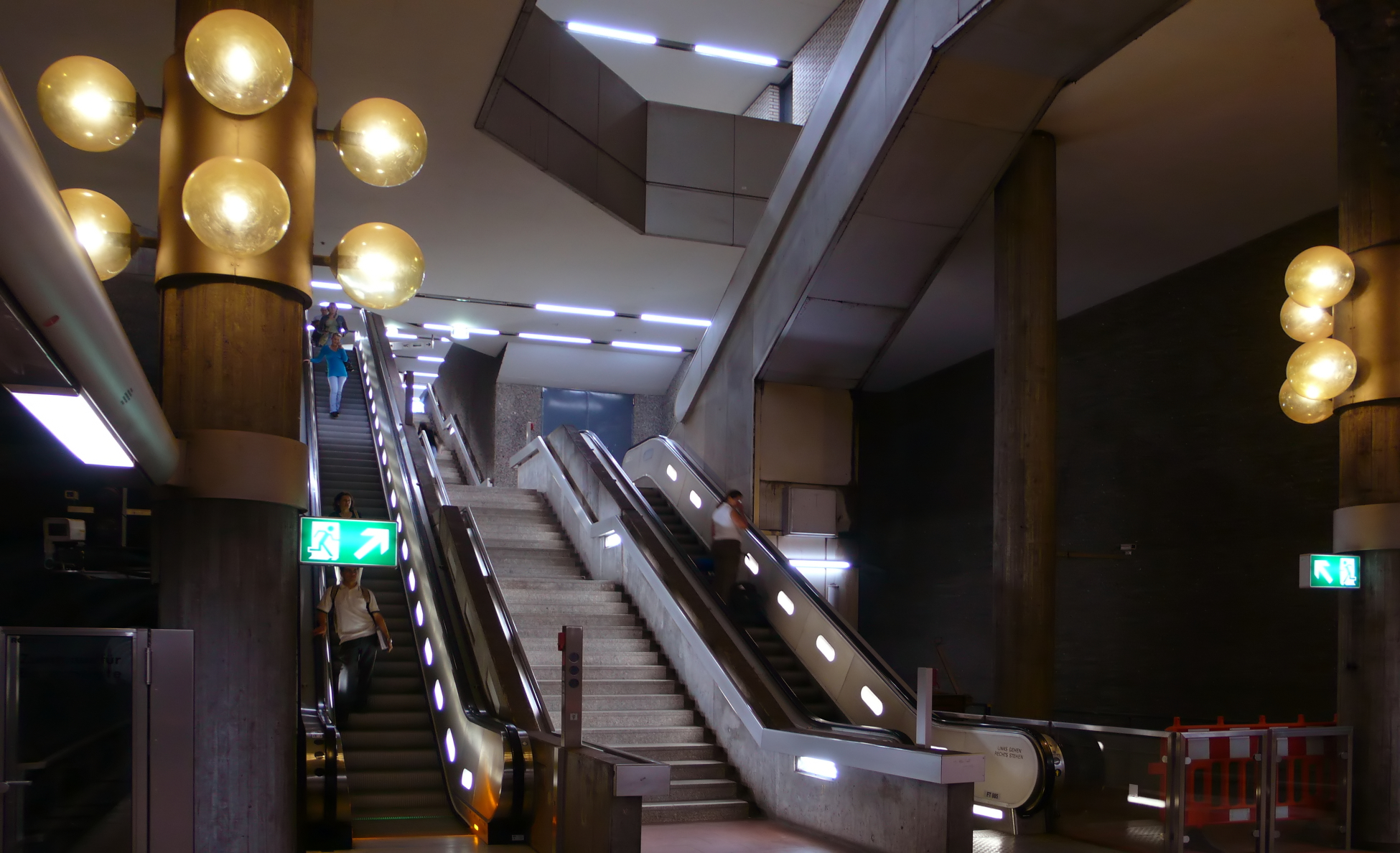
Südaufgang
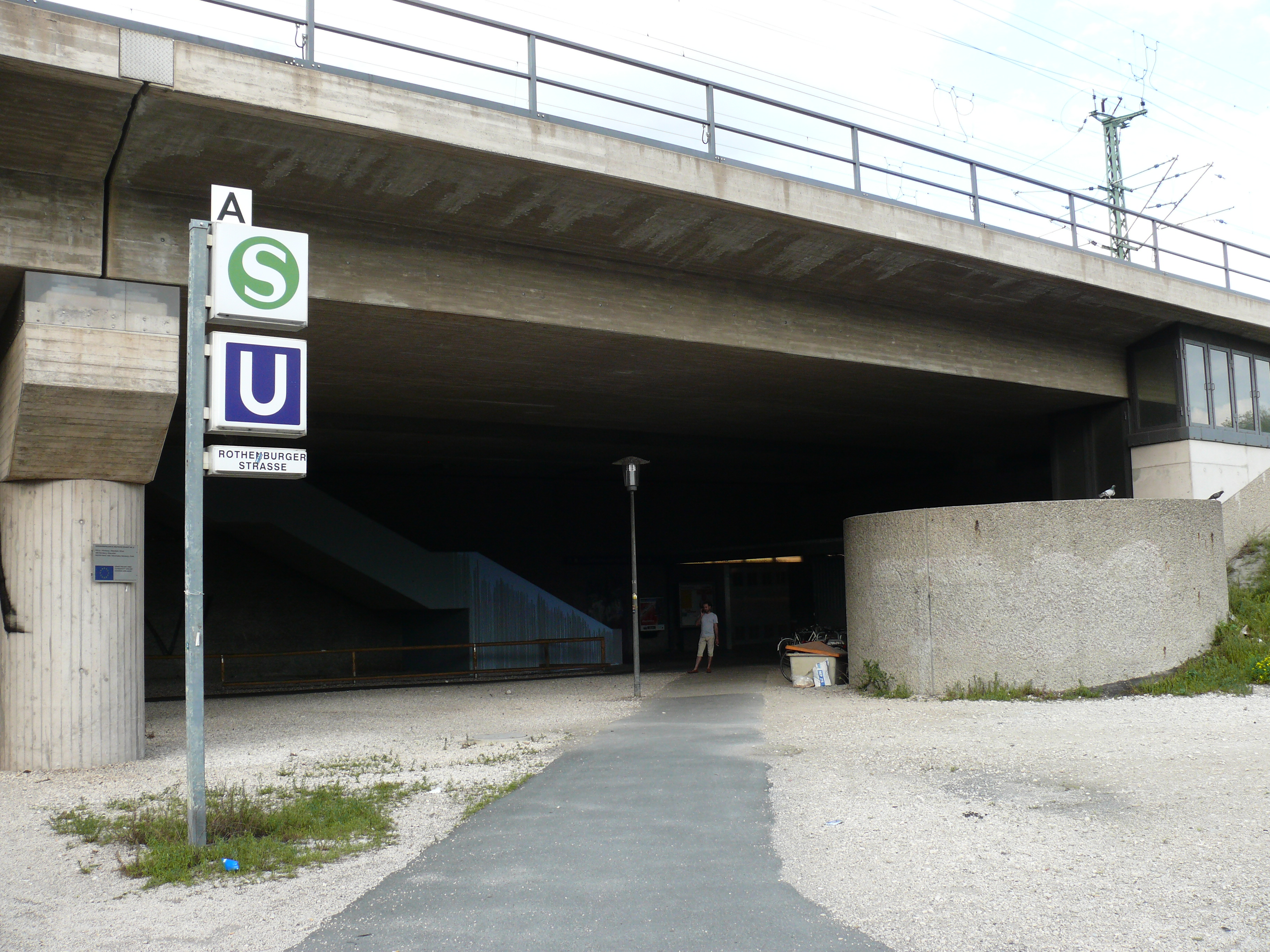
Zugang an der Oberfläche
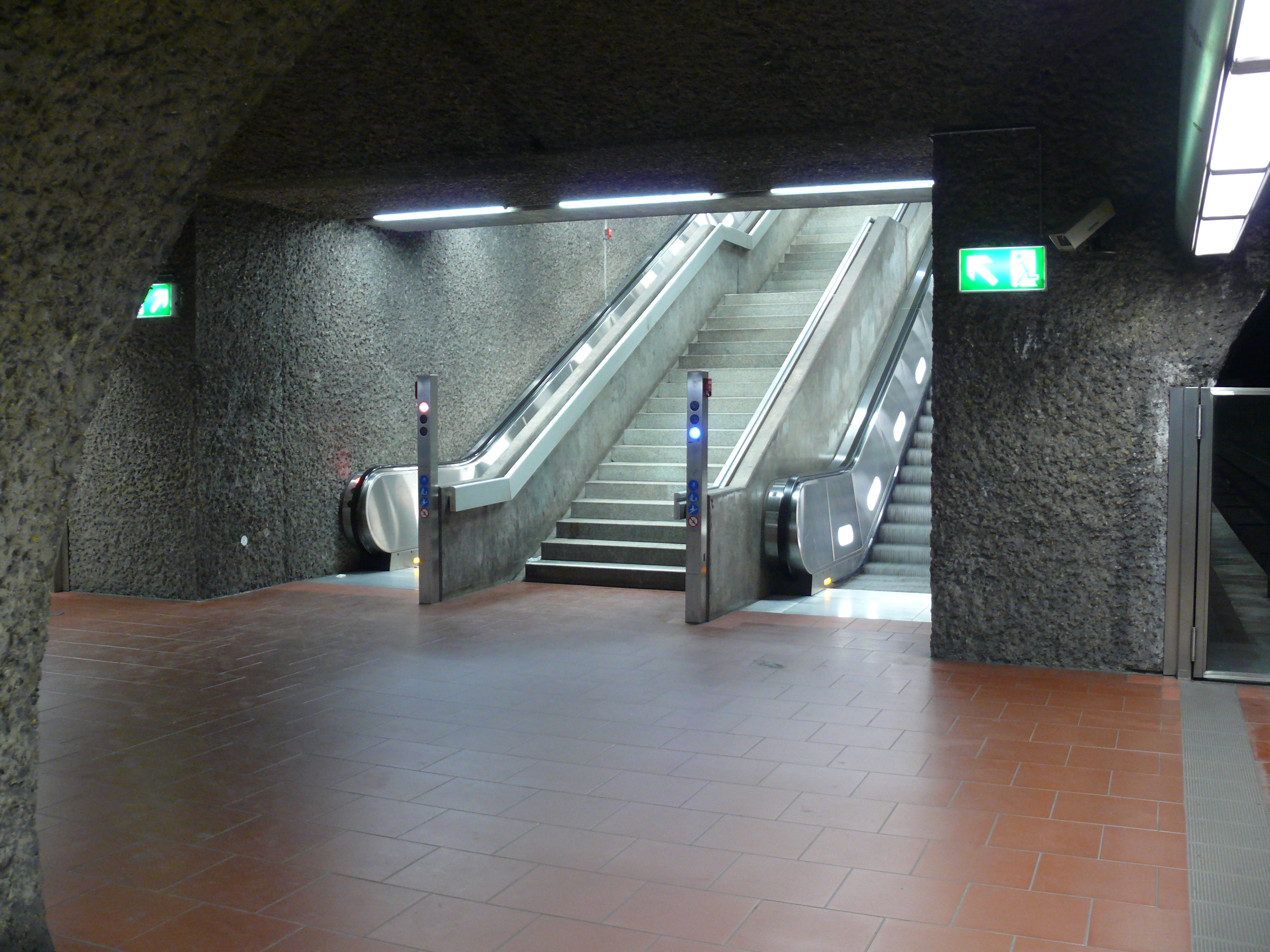
Aufgang von der Bahnsteigebene zur Verteilerebene
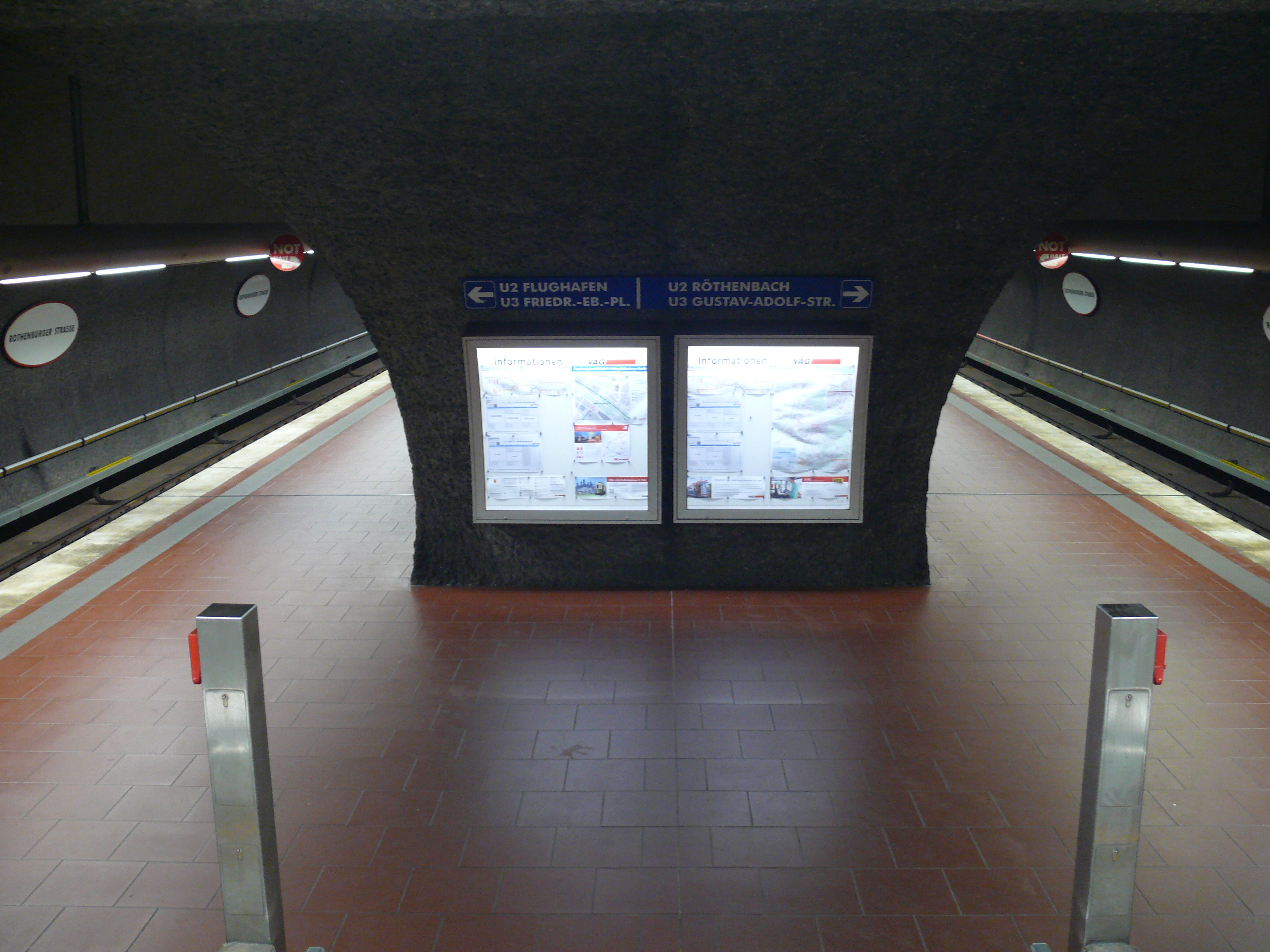
Bahnsteigebene Überblick

## Linien
| Linie | Verlauf | Takt                                                   |
| ----- | --- | ------------------------------------------------------ |
| U2    | Röthenbach – Hohe Marter – Schweinau – St. Leonhard – Rothenburger Straße – Plärrer – Opernhaus – Hauptbahnhof – Wöhrder Wiese – Rathenauplatz – Rennweg – Schoppershof – Nordostbahnhof – Herrnhütte – Ziegelstein – Flughafen Stand: Fahrplanwechsel Dezember 2023         | 5 min 3–4 min (zur HVZ) 10 min (Ziegelstein–Flughafen) |
| U3    | Großreuth bei Schweinau – Gustav-Adolf-Straße – Sündersbühl – Rothenburger Straße – Plärrer – Opernhaus – Hauptbahnhof – Wöhrder Wiese – Rathenauplatz – Maxfeld – Kaulbachplatz – Friedrich-Ebert-Platz – Klinikum Nord – Nordwestring Stand: Fahrplanwechsel Dezember 2023 | 5 min 3–4 min (zur HVZ) 10 min (sonn-/feiertags)       |

Der Bahnhof wird von den Linien U2 und U3 bedient. Vom Busbahnhof Rothenburger Straße fährt seit dem Fahrplanwechsel 2009/2010 wieder die Linie 113 ab, nachdem sie zusammen mit den Stadtbuslinien Richtung Stadtwesten und Zirndorf/Oberasbach seit der Eröffnung der U3 am 14. Juni 2008 zur Gustav-Adolf-Straße zurückgezogen worden war. Der DB-Haltepunkt Nürnberg Rothenburger Straße wird von der S-Bahn-Linie S1 bedient. Am Wochenende und vor Feiertagen verkehren auch die Nachtbuslinien N7 und N8.